# Kim Gye-jong
Kim Gye-jong, född 27 juli 1956, är en nordkoreansk bågskytt. Han deltog vid olympiska sommarspelen 1980.